# Aur Ringit
Aur Ringit is een bestuurslaag in het regentschap Kaur van de provincie Bengkulu, Indonesië. Aur Ringit telt 731 inwoners (volkstelling 2010).